# Rhythm Of Love
Rhythm of Love —en español: "Ritmo Del Amor"— es el tercer álbum de estudio de la cantante pop australiana Kylie Minogue. Fue lanzado por PWL el 12 de noviembre de 1990 y recibió críticas positivas. Chris True de "All Music Guide" describió el álbum como el "mejor trabajo de la éra Stock-Aitken-Waterman", además "letras fuertes, una producción dinámica, y Kylie parece más confiada vocalmente". El álbum estuvo en el Top Ten de álbumes de Australia y del Reino Unido, además produjo cuatro singles que entraron a la lista de los diez primeros.
En enero de 1991, fue reeditado como Rhythm of Love: The Gold Album e incluía varios remixes. En el Reino Unido, Rhythm of Love se certificó con platino y logró vender arriba de 300 000 copias.

## Información del álbum
El álbum fue producido por Stock, Aitken & Waterman (pistas 1-5,7,9), Keith Cohen (pista 8), Stephen Bray y Keith Cohen (pistas 10 y 11), Michael Jay (pista 6). Incluía por primera vez, canciones coescritas por Minogue.
El álbum era un escape del "pop-pegagoso" y la música de sus predecesores. Varios de las pistas se hicieron muy populares en los clubs del Reino Unido, Europa, Australia, Nueva Zelanda y Asia. El álbum llegó al número nueve en el chart del Reino Unido, logró la certificación de platino por sus ventas arriba de 300 000 copias. vendió 3 millones de copias alrededor del mundo y ha sido certificado disco de platino en Australia y el Reino Unido, y fue certificado oro en España.
Con un nuevo director musical, Kylie tuvo la oportunidad de romper con el "molde" que la compañía había fabricado en torno a ella, en gran medida influenciada por su novio Michael Hutchence, líder y vocal de la banda INXS, Minogue exploró y se presentó a sí misma de una manera más sexual y de manera más ruda. Los medios denominaron a esta fase de Kylie como "SexKylie", que incluía medias de red y pintura oscura en los ojos.
El álbum más tarde se reeditó en una "Gold Version" en mayo de 1991 conteniendo tres remixes extras y consiguiendo una certificación de platino en el Reino Unido y Australia.

## Portada y arte gráfico
En al portada aparece Kylie estirándose, lleva una blusa blanca que deja ver su ombligo y unos jeans azules, en grandes letras doradas se lee Kylie Minogue y abajo en letras pequeñas en azul "Rhythm Of Love", en la contraportada sale un círculo dorado con una K en el interior y un fondo blanco con las canciones en azul. La carátula interior frontal muestra a Kylie en la orilla del mar vestida con un bikini negro y tapada con una estola de flecos blanca, con la vista perdida y escrito Kylie en blanco casi trasparente. El disco es igual que todos los de Mushroom Records, negro con letras grises.

## Canciones[3]
Este álbum fue el primero en que Minogue empezó a escribir sus canciones; en este álbum escribe The World Still Turns, One Boy Girl, Count the Days y Rhythm of Love.
| Canción                    | Escritores                     | Duración |
| -------------------------- | ------------------------------ | -------- |
| Better the Devil You Know  | Aitken, Stock, Waterman        | 3:54     |
| Step Back In Time          | Aitken, Stock, Waterman        | 3:05     |
| What Do I Have to Do?      | Stock                          | 3:44     |
| Secrets                    | Aitken, Stock, Waterman        | 4:06     |
| Always Find the Time       | Aitken, James, Stock, Waterman | 3:36     |
| The World Still Turns      | Jay, Leggett, Minogue          | 4:01     |
| Shocked                    | Aitken, Stock, Waterman        | 4:48     |
| One Boy Girl               | Minogue, Wilcox                | 4:35     |
| Things Can Only Get Better | Aitken, Stock, Waterman        | 3:57     |
| Count the Days             | Bray, Minogue                  | 4:23     |
| Rhythm of Love             | Bray, Minogue                  | 4:13     |

Bonus Tracks

Australia "Tour Edition CD"
- Shocked (DNA Mix)
- Shocked (DNA 12" Mix)
- Shocked (Harding/Curnow 7" Mix)

Australia "Tour Edition Cassette"
- Better the Devil You Know (U.S. Remix)
- Step Back in Time (Walkin' Rhythm Mix)
- What Do I Have to Do? (Between the Sheets Remix)
- Shocked (DNA Mix)
- Shocked (Harding/Curnow 7" Mix)

The Gold Album
- Step Back in Time (Walkin' Rhythm Mix)
- What Do I Have to Do? (Between the Sheets Remix)
- Shocked (DNA Mix)

## Sencillos
| #  | Sencillo                    | Chart U.K. | Chart Aust. |
| -- | --------------------------- | ---------- | ----------- |
| 1. | "Better the Devil You Know" | 2          | 4           |
| 2. | "Step Back In Time"         | 4          | 5           |
| 3. | "What Do I Have to Do?"     | 6          | 11          |
| 4. | "Shocked"                   | 6          | 7           |

- Better the Devil You Know: Lanzado el 30 de abril de 1990, el sencillo fue de los más exitosos de la cantante, además de ser una cambio muy importante de Minogue; tanto en la imagen como artísticamente. Logró entrar en el top 5 en países como Australia, Bélgica y Gran Bretaña.

- Step Back In Time: Lanzado el 22 de octubre de 1990, con toques más disco y un ritmo más adolescente, el sencillo logró entrar en los top 5 de Australia, Gran Bretaña e Irlanda.

- What Do I Have to Do?: Lanzado el 21 de enero de 1991, el sencillo; pensado principalmente como segundo sencillo, con uno de los vídeos con más controversia de Minogue logró de un buen éxito entrando en varios top 10.

- Shocked: Lanzado el 20 de mayo de 1991, convirtió en Minogue en ser la primera cantante en tener sus 13 primeros sencillos en el top 10 de Reino Unido.

- Un sencillo promocional de "The World Still Turns" fue lanzado con lado B de "Things Can Only Get Better" en 1990.

## Posicionamiento
| Listas (1990) | Posición |
| ------------- | -------- |
| Australia     | 10       |
| Suecia        | 44       |
| Reino Unido   | 9        |

## Ventas
| País        | Certificación | Lanzamientos | Ventas  |
| ----------- | ------------- | ------------ | ------- |
| Australia   | Platino       | 70,000+      |         |
| Japón       | Oro           | 100 000+     | 23 000  |
| España      | Oro           | 50 000+      |         |
| Reino Unido | Platino       | 300 000+     | 400 000 |